# Sweet and Hot
Sweet and Hot è il sesto album della cantante jazz Ella Fitzgerald, pubblicato dalla Decca nel 1955.

## Descrizione
L'album è composto da undici brani composti e registrati tra il 1952 e il 1955 ed è l'ultimo pubblicato dalla Decca. Dall'album successivo, Ella Fitzgerald Sings the Cole Porter Songbook, la Fitzgerald inizierà una collaborazione decennale con la Verve Records.

## Tracce
1. Thanks for the Memory – 2:28 (Ralph Rainger, Leo Robin)
2. It Might as Well Be Spring – 2:42 (Richard Rodgers, Oscar Hammerstein II)
3. You'll Never Know – 3:09 (Harry Warren, Mack Gordon)
4. I Can't Get Started – 3:06 (Vernon Duke, Ira Gershwin)
5. Moanin' Low – 2:42 (Ralph Rainger, Howard Dietz)
6. Taking a Chance on Love – 3:08 (Vernon Duke, John Latouche, Ted Fetter)
7. That Old Black Magic – 2:30 (Harold Arlen, Johnny Mercer)
8. Old Devil Moon – 2:59 (Yip Harburg, Burton Lane)
9. Lover, Come Back to Me – 2:01 (Sigmund Romberg, Oscar Hammerstein II)
10. Between the Devil and the Deep Blue Sea – 2:17 (Harold Arlen, Ted Koehler)
11. (If You Can't Sing It) You'll Have to Swing It (Mr. Paganini) – 5:08 (Sam Coslow)

## Musicisti
- Ella Fitzgerald - voce
- André Prévin Orchestra - tracce 1 e 4 (registrate il 1955)
- John Scott Trotter Orchestra - tracce 5 e 6 (registrate il 1953)
- Benny Carter Band - tracce 7 e 10 (registrate il 1955)
- Sy Oliver Orchestra - traccia 11 (registrata il 1952)